# Serapicamptis tommasinii
Serapicamptis tommasinii là một loài thực vật có hoa trong họ Lan. Loài này được (A.Kern.) J.M.H.Shaw mô tả khoa học đầu tiên năm 2005.